# نیکلاس نیکلبی (مجموعه تلویزیونی)
نیکلاس نیکلبی (انگلیسی: Nicholas Nickleby) یک مجموعه تلویزیونی بریتانیایی است که در سال ۱۹۷۷ منتشر شد. این سریال بر پایهٔ رمان نیکلاس نیکلبی اثر چارلز دیکنز ساخته شد.

## بازیگران
- نایجل هیورز در نقش نیکلاس نیکلبی
- هیلاری میسون
- پاتریشا راوتلج
- آنتونی آینلی
- پرستون لاک‌وود
- ران پمبر
- پولین مورن
- فردی جونز
- لیز اسمیت